# Monte Grande, Salvador Escalante
Monte Grande är en ort i Mexiko.   Den ligger i kommunen Salvador Escalante och delstaten Michoacán de Ocampo, i den södra delen av landet, 270 km väster om huvudstaden Mexico City. Monte Grande ligger 1 954 meter över havet och antalet invånare är 167.
Terrängen runt Monte Grande är lite bergig. Runt Monte Grande är det ganska glesbefolkat, med 48 invånare per kvadratkilometer. Närmaste större samhälle är Ario de Rosales, 11,8 km söder om Monte Grande. I omgivningarna runt Monte Grande växer huvudsakligen savannskog.